# CXO J122518.6 144545
CXO J122518.6 144545 – źródło rentgenowskie znajdujące się w galaktyce SDSS J122518.86+144547.7.
Obiekt znajduje się około 3200 parseków od centrum galaktyki i jego dokładna natura nie jest znana. Może być to bardzo niebieska supernowa typu IIn, obiekt typu ULX (czarna dziura o masie pośredniej) lub supermasywna czarna dziura wyrzucona z galaktyki po zderzeniu galaktyk.